# Authon-la-Plaine
Authon-la-Plaine là một xã ở tỉnh Essonne thuộc vùng Île-de-France miền bắc nước Pháp.
Theo điều tra dân số năm 1999, dân số xã này là 305 người. Ước tính dân số năm 2006 là 345.
Người dân tại đây trong tiếng Pháp là Authonais.